# Romanești, Sibiu
Romanești, mai demult Colibe, este un sat în comuna Blăjel din județul Sibiu, Transilvania, România. Se află în partea de nord a județului,  în Podișul Târnavelor.